# Navegantes del Magallanes
De Navegantes del Magallanes is een Venezolaans honkbalteam uit Valencia. Ze spelen in de Winter League van de Liga Venezolana de Béisbol Profesional. De club werd kampioen in 1949-1950, 1950-1951, 1954-1955, 1969-1970, 1978-1977, 1978-1979, 1993-1994, 1995-1996, 1996-1997 en 2001-2002. Het stadion waar ze hun thuiswedstrijden in spelen heet Estadio José Bernardo Pérez.
De Leones del Caracas zijn de aartsrivalen van de Navegantes del Magallanes.